# Сальваторе, Джованни
Джова́нни Сальвато́ре (итал. Giovanni Salvatore; ок. 1611, Кастельвенере — ок. августа 1688, Неаполь) — неаполитанский композитор.

## Биография
Родился около 1611 года в Кастельвенере в семье мелких землевладельцев, был крещён 3 октября 1611 года. Возможно изучал музыку в неаполитанской консерватории Пьета-дей-Туркини, где его преподавателями могли быть Джованни Мария Сабино и Эразмо Бартоли. После смерти отца в декабре 1634 года стал священником — первое пострижение состоялось в мае 1637 года, не позднее Пасхи 1639 года состоялось рукоположение. С 1641 года — органист и возможно также руководитель хора ныне не существующей церкви Санти-Северино-э-Соссио в Неаполе. Начиная с того же года публиковал свои музыкальные сочинения, первым из которых стало Ricercari a quattro voci, canzoni francesi, toccate et versi per rispondere nelle Messe con l’organo al choro. Позднее (дата не установлена) стал капельмейстером церкви Сан-Лоренцо-Маджоре в Неаполе. С октября 1662 по апрель 1673 года преподавал в консерватории Пьета-дей-Туркини. С 1674 года — преподаватель контрапункта в консерватории Повери-ди-Джезу-Кристо. С 1675 (предположительно) по 1684 годы — заведующий музыкальной частью, а затем капельмейстер базилики Санта-Мария-дель-Кармине-Маджоре. Умер предположительно в августе 1688 года в Неаполе. По всей видимости, во время жизни пользовался большой популярностью в Неаполе как композитор и музыкант.

## Сочинения

### Вокальная музыка
- 2 псалма для 5 голосов (1645)
- Missa defunctorum для 4 голосов и органа
- Messa e Vespri для 4 голосов
- 3 мессы для 4 голосов, 2 скрипок и органа 1640)
- Introito для 4 хоров
- Magnificat для 5 голосов и 2 скрипок
- 2 Litanie для 5 голосов и 2 хоров
- Audite coeli для 4 хоров
- Beati omnes для 5 голосов
- Canticum trium puerorum для 4 хоров и скрипки (1657)
- Confitebor для 2 хоров
- Credidi для 4 хоров
- Exurgat Deus для 6 хоров
- In mone Oliveti
- Laudate pueri для 5 голосов и скрипок
- Nisi Dominus для 5 голосов
- O quam dulcis для 3 голосов и органа
- Portae coeli для 9 голосов и инструментов
- Salve regina для 5 голосов и 2 скрипок
- Stabat mater dolorosa для 5 голосов и ограна
- Obstupescite et amiramini для 4 хоров со скрипками
- En dilectus noster для 4 хоров со скрипками
- Domine quis habitabit для 4 хоров со скрипками
- Non sia mai (ария для 1 голоса и бассо континуо)
- S'inganna il mio pensiero (ария для 1 голоса и бассо континуо)
- All'hor che Tirsi (ария для 1 голоса и бассо континуо)
- и другие сочинения религиозного характера

### Инструментальная музыка
- Ricercari a 4 voci, canzoni francesi, toccate e versi per rispondere nelle messe con l'organo al choro, libro I (1641, Неаполь)
- 2 Ricercari a 2 (1665)
- Capriccio del primo tono, 2 correnti, durezze e ligature, 2 toccate